# Levold

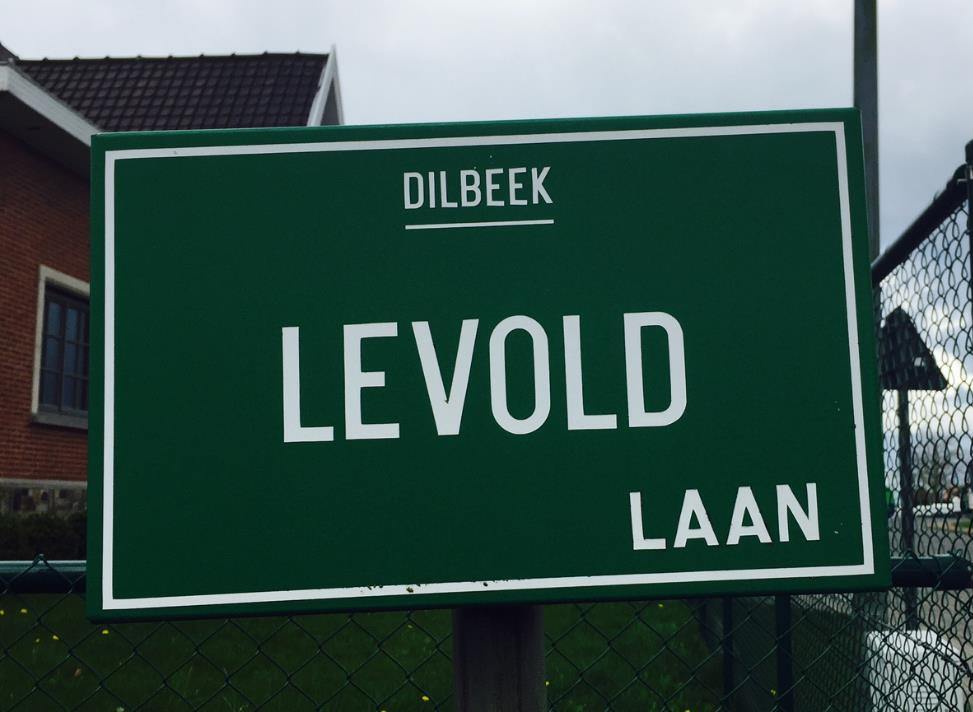
Levoldlaan in Dilbeek

Levold is een persoon uit het heiligenleven van Alena van Vorst. Hij zou een 7e-eeuwse Frankische vorst geweest zijn en de vader van Alena.
Volgens het vita zou Levold rond 600 geheerst hebben over het grondgebied van Dilbeek. Hij vervolgde de christenen. Tegen de wil van Levold sloop zijn dochter Alena elke nacht naar Vorst, om er kerkelijke diensten bij te wonen. Ze liet zich dopen zonder medeweten van haar heidense vader Levold. De wachters van Levold betrapten de dochter Alena en ze werd meegevoerd. Daarbij hield ze zich krampachtig vast aan een boom, zodat de wachters haar arm afrukten, met haar dood tot gevolg.
Een engel zou de arm van zijn dochter naar de Abdij van Vorst overgebracht hebben. Haar lichaam volgde. Maar toen een leenman van Levold Alena aanriep en van blindheid genas, bekeerde Levold zich samen met zijn vrouw Hildegard tot het christendom en stichtte een kerk te Dilbeek.
Een straat in het centrum van Dilbeek werd naar hem genoemd.